# Кубок России по международным шашкам 2016
Кубок России по международным шашкам 2016 года среди мужчин и женщин прошёл с 19 сентября по 1 октября в пос. Лоо (Краснодарский край).
Главный судья, спортивный судья всероссийской категории С. С. Бонадыков (г. Тверь).
Главный секретарь А. А. Беликов (г. Челябинск).
В борьбу во всех программах вступило около 30 спортсменов из 13 регионов России.

## Результаты
1. Александр Гетманский (Тульская область)
2. Марсель Шарафутдинов (Республика Башкортостан)
3. Александр Верховых (Санкт-Петербург)
1. Александр Гетманский (Тульская область)
2. Александр Верховых (Санкт-Петербург)
3. Василий Кычкин (Республика Саха (Якутия))
1. Александр Гетманский (Тульская область)
2. Сергей Белошеев (Республика Крым)
3. Даниил Ильин (Республика Башкортостан)
1. Кристина Осипова (Республика Башкортостан)
2. Алия Аминова (Республика Башкортостан)
3. Ника Леопольдова (Санкт-Петербург)
1. Кристина Осипова (Республика Башкортостан)
2. Ника Леопольдова (Санкт-Петербург)
3. Алия Аминова (Республика Башкортостан)
1. Ника Леопольдова (Санкт-Петербург)
2. Елена Мильшина (Республика Башкортостан)
3. Аяника Кычкина (Республика Саха (Якутия))